# Cikadu (Cijambe)
Cikadu is een bestuurslaag in het regentschap Subang van de provincie West-Java, Indonesië. Cikadu telt 5713 inwoners (volkstelling 2010).